# Odontadenia
Odontadenia là chi thực vật có hoa trong họ Apocynaceae.